# 牛子 (川越市)
牛子（うしこ）は、埼玉県川越市東南部の大字。郵便番号は350-0017。

## 地理

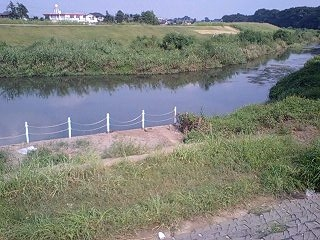
新河岸川。対岸が牛子。手前は下新河岸跡。

川越市の東南部に位置し、東部を木野目、北部を南田島、西部を下新河岸、及び新河岸川を跨いだ西南部を寺尾と接する。また、域内に下新河岸の飛地を抱えている。
東を九十川、西を新河岸川に挟まれた低地にあたり、農地と、川越ハイツ及び河原町地区（旭橋東バス停付近）を中心とした住宅地として利用されている。北部を埼玉県道336号今福木野目線が東西に貫通し、東武東上線新河岸駅及び川越線南古谷駅に到達できる。木野目との境界線は九十川を跨いで木野目地区がはみ出す形で入り組んでいる。また下新河岸との境界線も同様であり、またかつ下新河岸の飛び地を西北部に抱えた形になっている。江戸期には今福村東縁に新田を持っていた。また、南田島も九十川と新河岸川の合流点付近に飛び地を持ち、牛子と南側でも接している。この近隣の諸村は武蔵野と呼ばれた地域を新田として開拓しそれぞれの村の飛び地としていた。例えば現在のふじみ野市福岡武蔵野、大井武蔵野（旧上福岡市武蔵野、大井町武蔵野）等の地域が並木村、久下戸村の飛び地にあたる。

### 河川
- 新河岸川 - 牛子地区西側を流れる。かつては川越五河岸のひとつ、牛子河岸があり、水運に利用された。
- 九十川 - 牛子地区東側を南北に貫通する。共栄橋に水門（牛子堰）を備えており農業用水に利用されている。現在は牛子より下流で新河岸川に合流しているが、江戸時代は牛子より上流で新河岸川に合流していた。

## 歴史

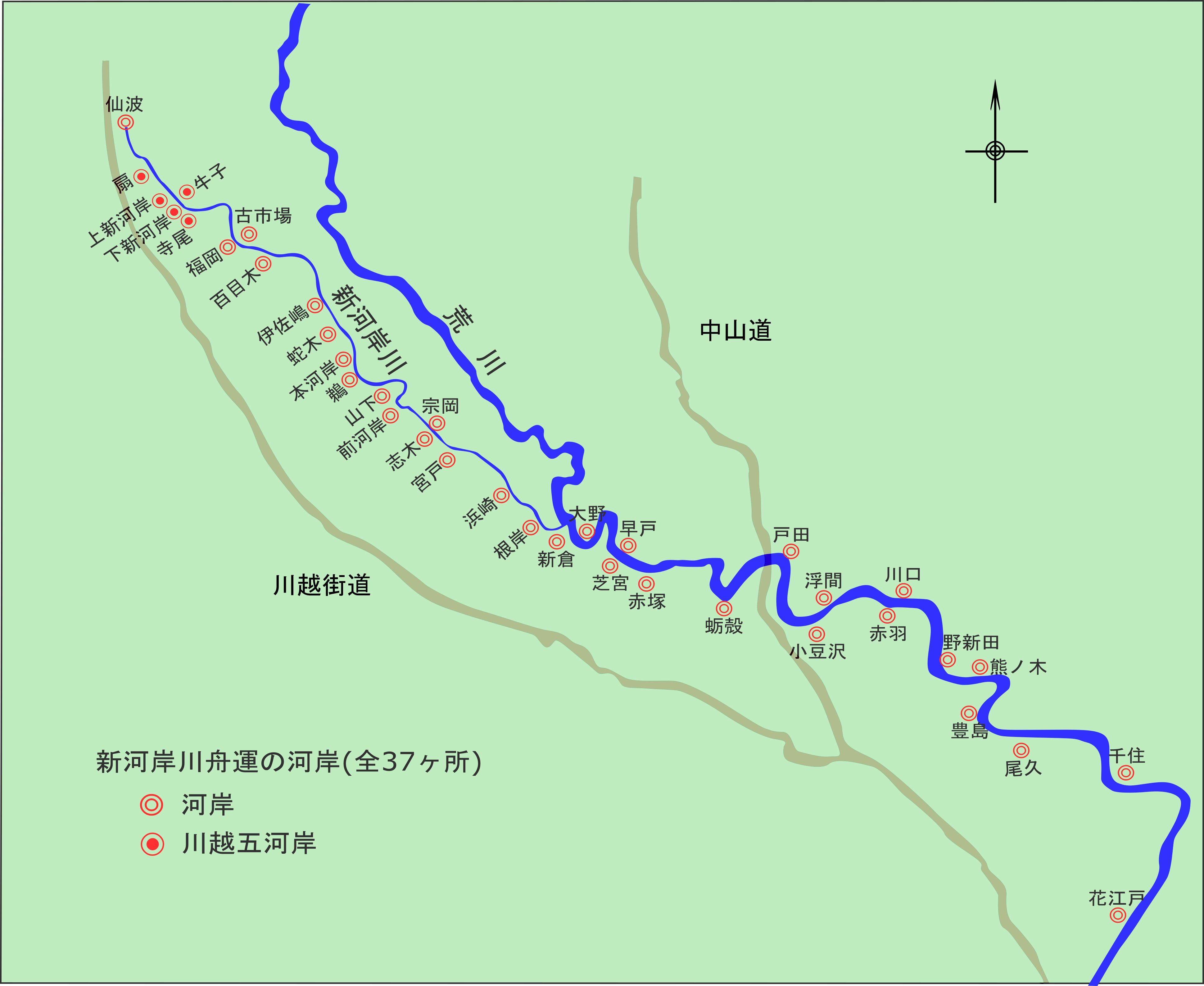
荒川・新河岸川の河岸場

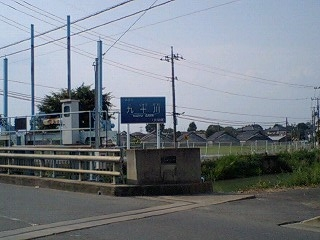
九十川にかかる共栄橋（牛子堰）

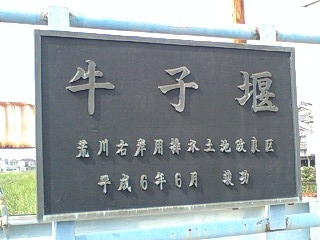
九十川にかかる共栄橋（牛子堰）銘板

旧入間郡牛子村。古くは三芳野郷仙波庄に属し、江戸時代初頭の元和4年（1618年）頃の記録に牛子新田村との記載が見られる。化政期には戸数28戸を数えた。開墾時より河越城付の村であり、領主は代々川越藩主が就いた。また今福村の東縁に飛び地を持っていた。寛文4年（1664年）に川越藩第2代藩主・松平輝綱によって新河岸川に面した河岸・牛子河岸が川越五河岸のひとつに取り立てられる。新河岸橋（現在の旭橋）のすぐ下流に設置された新河岸川左岸唯一の五河岸であり、主に江戸・葛西からの糠・肥灰等の肥料を受け入れ、甘藷を江戸に積み出していた。安政6年（1859年）の時点で所持する舟は4艘の規模であり、また船問屋は「大嶋屋」（島村家）の1軒のみだった。これは川越五河岸の中で最も規模が小さかった。当時の牛子村内の地名として内どふ、河原町、自在袋が挙げられている。慶応2年（1866年）の武州一揆の際には、所沢村から安松新田、中富村、上富村、亀久保村、鶴ヶ岡村と北上し、養老橋を渡って古市場河岸の橋本屋を襲った一揆勢が牛子村に到達したが、対岸に運ばれた川越藩の大砲で撃退されている。1876年（明治9年）の時点で戸数32、人口188、馬12、漁船2を持ち、米、大麦、大豆、小豆などを産したという。明治時代に入って1889年（明治22年）4月1日の町村制施行に伴い、牛子村は今泉村・南田島村・久下戸村・並木村・古市場村・木野目村・渋井村と合併し南古谷村の大字のひとつとなった。新河岸川の水運は1931年（昭和6年）に改修工事の終了及び埼玉県からの通船停止令の発令により廃止され、五河岸全てが廃止された。1955年（昭和30年）、南古谷村は川越市に編入され、牛子は川越市の大字のひとつとなった。1973年（昭和48年）春頃の県道拡幅工事で船問屋大嶋屋の江戸から残る店舗や土蔵が取り壊されたが、舟運関係文書約100点及び牛子村関係の資料については現在も島村家に保管されており、その目録は『大嶋屋文書目録』として『埼玉史談』20巻3号に紹介されている。

## 世帯数と人口
2017年（平成29年）10月1日現在の世帯数と人口は以下の通りである。
| 大字 | 世帯数  | 人口  |
| ---- | ------- | ----- |
| 牛子 | 392世帯 | 965人 |

## 小・中学校の学区
市立小・中学校に通う場合、学区は以下の通りとなる。
| 番地 | 小学校             | 中学校           |
| ---- | ------------------ | ---------------- |
| 全域 | 川越市立牛子小学校 | 川越市立砂中学校 |

## 交通

### 鉄道
当地に鉄道は通っていないが、東武鉄道東上線新河岸駅（川越市砂）及びJR東日本南古谷駅（川越市並木）を徒歩で利用できる。

### バス
- 川越市コミュニティバス「川越シャトル」（東武バスウエスト川越営業事務所に運行委託）41系統 - 旭橋東バス停が西北部に所在している。

### 道路
- 埼玉県道336号今福木野目線 - 北部を東西に貫いている。

## 地域

### 史跡
- 稲荷神社

「牛子の日枝神社」と呼ばれた神社は現在の下新河岸にある日枝神社にあたる。

### 施設
- 川越市立牛子小学校
- 川越市立南古谷第二保育園
- 牛子集会所
- 河原町自治会防水用具置場